# Auzia
Auzia (łac. Diœcesis Auziensis) – stolica historycznej diecezji w Cesarstwie Rzymskim (prowincja Mauretania Caesariensis), współcześnie w Algierii. W XVI wieku ustanowiona katolickim biskupstwem tytularnym, zlikwidowana w 1913 po śmierci biskupa Antonio Pitery. W 1933 przywrócona na listę diecezji tytularnych.

## Biskupi tytularni
| Lp. | Biskup                          | Od                | Do                |
| --- | ------------------------------- | ----------------- | ----------------- |
| 1   | Jean Daffis                     | 19 stycznia 1594  | 10 listopada 1597 |
| 2   | Jean Bertier                    | 25 lutego 1602    | 31 sierpnia 1602  |
| 3   | Antoine de Coues                | 15 marca 1604     | 1616              |
| 4   | Philibert du Sault              | 23 lipca 1618     | 25 maja 1623      |
| 5   | Pedro Luis Manso Zuñiga         | 6 lipca 1648      | 16 grudnia 1669   |
| 6   | Jacques de Bourges MEP          | 27 listopada 1679 | 9 sierpnia 1714   |
| 7   | Lorenzo Taranco Mujaurrieta     | 27 lutego 1736    | 8 marca 1745      |
| 8   | Peter Creagh                    | 12 kwietnia 1745  | sierpień 1747     |
| 9   | John McLaughlin                 | 21 lutego 1837    | 18 sierpnia 1840  |
| 10  | Giovanni Battista Arnaldi       | 18 marca 1852     | 7 marca 1853      |
| 11  | Vitale Galli                    | 5 lipca 1875      | 9 stycznia 1876   |
| 12  | Antonio Piterà                  | 20 marca 1877     | 10 maja 1913      |
| 13  | Francis Hong Yong-ho            | 24 marca 1944     | 10 marca 1962     |
| 14  | Francisco Javier Gillmore Stock | 4 września 1962   | 27 maja 1990      |
| 15  | Marcjan Trofimiak               | 16 stycznia 1991  | 25 marca 1998     |
| 16  | Ludwig Schick                   | 20 maja 1998      | 28 czerwca 2002   |
| 17  | Dominique You                   | 11 grudnia 2002   | 8 lutego 2006     |
| 18  | Jarosław Pryriz CSsR            | 2 marca 2006      | 21 kwietnia 2010  |
| 19  | Frank Richard Spencer           | 22 maja 2010      |                   |